# Анга (река, впадает в Байкал)
Анга́ — река в Иркутской области России, впадает в озеро Байкал.

## Общие сведения
Протекает по территории Ольхонского района. В переводе с эвенкийского и бурятского языков означает «пасть животного», «рот», в переносном смысле — «ущелье», «расселина», «промоина». Начинаясь на склонах Приморского хребта, река затем прорезает его в нижнем течении.
Длина — 99 км, площадь водосборного бассейна — 1010 км². По данным наблюдений с 1960 по 1999 год среднегодовой расход воды в 14 км от устья составляет 2,64 м³/с. Ширина реки в устье — 27 метров, глубина — 1,4 метра, скорость течения — 1 м/с. Впадает в залив Усть-Анга озера Байкал. На реке расположены деревни Куреть и Хурай-Нур, заимка Ялга-Узур и районный центр — село Еланцы.

## Данные водного реестра
По данным государственного водного реестра России и геоинформационной системы водохозяйственного районирования территории РФ, подготовленной Федеральным агентством водных ресурсов:
- Бассейновый округ — Ангаро-Байкальский
- Речной бассейн — бассейны малых и средних притоков средней и северной части озера Байкал
- Водохозяйственный участок — бассейны рек средней и северной части озера Байкал от восточной границы бассейна реки Ангары до северо-западной границы бассейна реки Баргузин

## Топографические карты
- Лист карты N-48-106 Сахюрта. Масштаб: 1 : 100 000. Состояние местности на 1981 год. Издание 1987 г.
- Лист карты N-48-117 Еланцы. Масштаб: 1 : 100 000. Состояние местности на 1982 год. Издание 1987 г.
- Лист карты N-48-118 Тонта. Масштаб: 1 : 100 000. Состояние местности на 1981 год. Издание 1987 г.